# ФК Горубсо (Мадан)
ФК Горубсо е български футболен отбор от град Мадан. ГОРУБСО е абревиатура на ГОрноРУдное Болгаро-Советское Общество (Планинско рудно българо-съветско дружество) Основан е през 1947 г. под името „Родопски миньор“ (Мадан). През пролетта на 1963 г. е преименуван на „Горубсо“ (Мадан) и през същия сезон (1962/63) участва за първи път в Южната Б група. През 1966 г. завършва на второ място, но само един отбор се класира за А група. След 13-годишно участие в Южната Б група, през 1975 г. отборът отпада във В група. През 1979 г. обаче се завръща в Б група. Две години по-късно, през 1981 г., отново отпада. През 1985/86 г. достига до осминафинал за Купата на Съветската армия, като на шестнайсетинафинала отстранява Академик (Свищов) с 1:0, но след това отпада от Тракия (Пловдив) с 0:2. Участва в първенството на А ОФГ-Смолян. Основният екип на отбора е жълто-черни фланелки и черни гащета. Играе мачовете си на стадион „Горубсо“, с капацитет 6000 зрители.

## Успехи
- Осминафиналист за Купата на Съветската армия през 1985/86 г.
- Шестнайсетинафиналист за купата на страната през 1964/65, 1965/66, 1972/73 и 1979/80 г.
- 2 място в Южната Б група през 1965/66 г.
- 3 място в Южната Б група през 1964/65 г.
- 15 участия в Южната Б група.
- Осемкратен рабочнически шампион на България през 1962, 1965, 1970, 1972, 1973, 1975, 1979 и 1981 г.

## Изявени футболисти
- Антон Дишлиев
- Антим Пехливанов
- Евден Каменов
- Николай Шаламанов
- Иван Въжаров
- Крум Гечев
- Йордан Лечев
- Йордан Трайков
- Гошо Горанов
- Иван Дафчев
- Костадин Илиев
- Боян Бочев
- Васко Георгиев